# Gheorghe Banariuc
Gheorghe Banariuc (n. 10 martie 1951, Corjeuți, Briceni, Republica Moldova – d. 10 februarie 2022, Chișinău, Republica Moldova) a fost un muzician din Republica Moldova.

## Biografie
Studiază vioara la Colegiul de Muzică "E. Sârbu" din orașul Soroca (profesor Tudor Revenco), apoi Facultatea Dirijor Orchestră de Muzică Populară a Institutului de Arte "Gavriil Musicescu" din Chișinău (profesor Iacob Voldman).
De la bun început s-a impus ca un bun instrumentist și cunoscător al melosului popular autohton. Își perfecționează măiestria artistică în formațiile de muzică populară "Lăutarii", "Miorița", "Mărțișor", "Folclor", "Fluieraș". Grație performanțelor sale profesioniste este o perioadă angajat în calitate de dirijor de orchestră al Ansamblului "Joc".
La capitolul compoziție și aranjamente muzicale pentru orchestrele de muzică populară a fost și va rămâne unul dintre cei mai buni. Astăzi nu este în Republica Moldova orchestră care nu ar avea în repertoriu ceva din muzica semnată de Gh. Banariuc.
Modest din fire, cumpătat și grijuliu la tot ceia ce face a reușit să scrie multe cântece pentru Z. Julea, I. Căpraru, M. Sarabaș, V. Gheorghelaș, O. Ciolacu, Ionuț Dolănescu, V. Cojocaru, N. Cibotaru, Fuego (Paul Surugiu), M. Ciobanu, etc. - cântece care pe parcursul timpului au devenit adevărate șlagăre populare.
Iubitorii de muzică populară au îndrăgit foarte mult muzica compusă de Gh. Banariuc, cântecele fiind puse pe textele lui Grigore Vieru, Nicolae Rusu, Vasile Romanciuc, etc. printre acestea fiind renumitele șlagăre: "Văzui tinerețea mea", "Mi-amintesc de-a mea copilărie", "Mă vorbește lumea", "Viață, cine te-a făcut?", "Oamenii nu-s toți totuna", "De ce-aș fi trist", "Spune-mi moarte, ce ți-aș da?", "Tata", "Mama, care m-a crescut", "Inimă la poarta ta", "De-aș avea și eu noroc", "Când se face primăvară", "Vremea asta nu-i a mea", etc.
Pentru merite deosebite pe tărâmul artei și culturii naționale i-a fost conferit titlul de Artist Emerit.